# 2389 Dibaj
2389 Dibaj este un asteroid din centura principală, descoperit pe 19 august 1977 de Nikolai Cernîh.